# Alpha合成

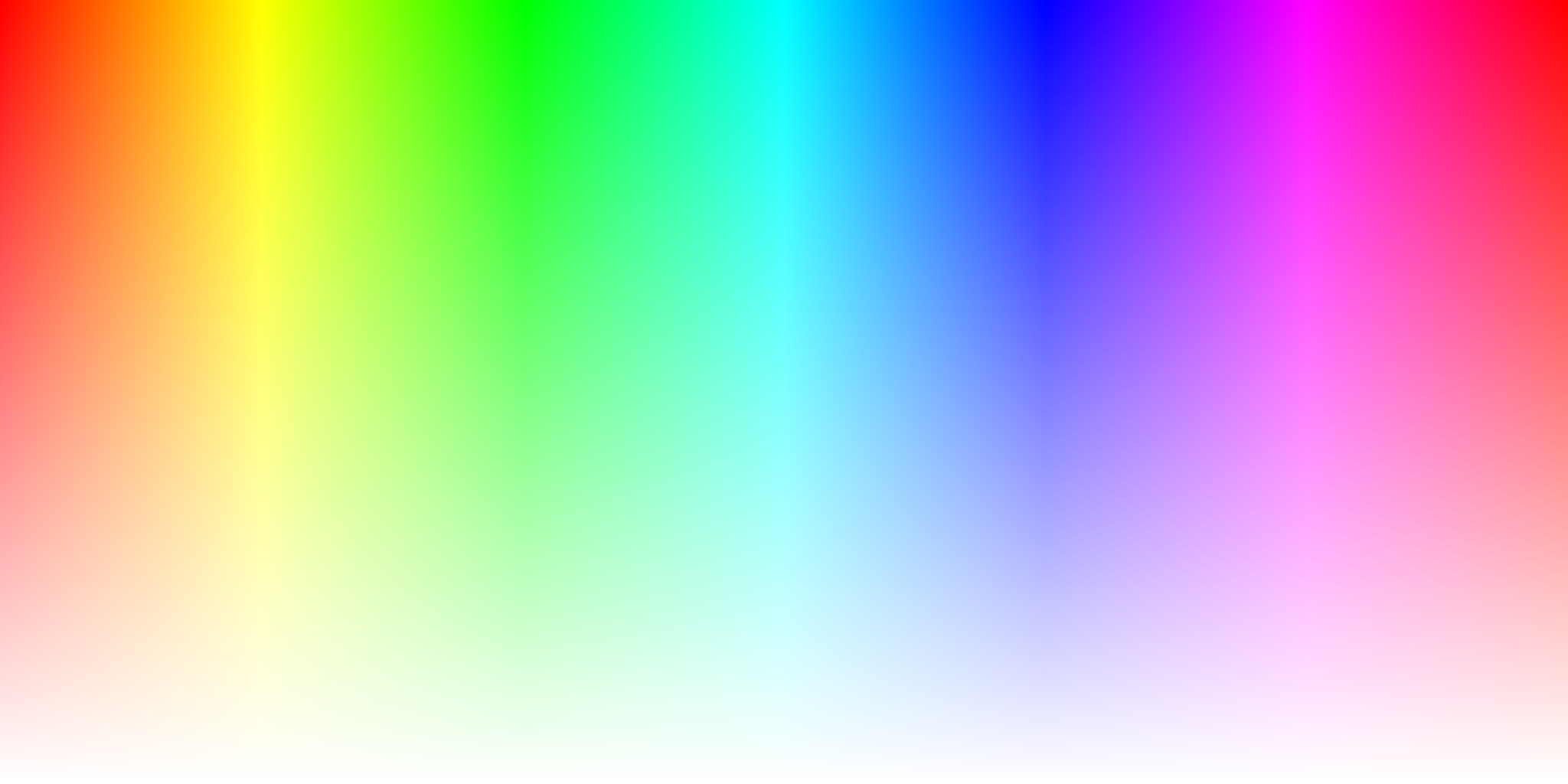
这张图片的Alpha通道中的值越往下越趋近于零。

在计算机图形学领域中，Alpha合成（英語：alpha compositing），又称Alpha混合（英語：alpha blending），是一种将图像与背景结合的过程，结合后可以产生部分透明或全透明的视觉效果。Alpha合成也叫阿尔法合成或透明合成。渲染图像时，通常会将目标图像中的多个子元素单独渲染，最后再把多张子元素的图片合成为单独的图像。例如，电视直播时就会将大量计算机生成的图像元素合成到现场镜头上。
要正确结合图像元素，每个元素的必须有对应的遮片。遮片包含覆盖范围信息——图中几何对象的形状——可以藉此分辨图像中的任意位置到底是被绘制的几何对象本身，还是逻辑上的「空白」区域。

## 描述
为了保存遮片信息，匠白光提出了Alpha通道的概念，后由托马斯·波特和汤姆·达夫完善。二维图像里记录着每个像素的颜色信息，额外的信息以 0 和 1 之间的值表示，记录在Alpha通道里。0 表示该像素没有覆盖信息，是透明的，即图中的几何体没有覆盖到本像素；而 1 则表示像素不透明，几何体完全覆盖了此像素。
图像中使用的Alpha通道通常有两种表示形式：平直Alpha（英語：straight alpha）和预乘Alpha（英語：premultiplied alpha）。
- 如果使用平直Alpha，图像中的RGB分量仅表示像素的颜色，与是否透明无关。
- 如果使用预乘Alpha，图像中的RGB分量也表示像素的颜色，但事先已经和不透明度做了乘法。某些使用场景下，这样的做法可以在后续合成时节省一次乘法。不过预乘Alpha的最显著优势在于使用简单、准确而非性能。[2]

如果用平直的（非预乘）RGBA 元组表达像素颜色，那么像素值 (0, 0.7, 0, 0.5) 表示像素有 70% 的最大绿色亮度，同时不透明度是 50%。同样条件下的纯绿色是 (0, 1, 0, 0.5)。而如果用预乘Alpha，此处的 RGB 值 (0, 0.7, 0) 需要都乘以 0.5，表达为 (0, 0.35, 0, 0.5)。虽然此处 G 通道的值是 0.35 ，但它表示的还是最大亮度的 70%（其中包含了 50% 的不透明度）。此时的纯绿色则需要表达为 (0, 0.5, 0, 0.5)。因此，了解图像（文件）到底使用的是平直Alpha还是预乘Alpha非常重要，只有这样才能对图像做正确的处理和合成。
有了Alpha通道，图片的合成操作就可以用合成代数的形式表达。假设有图像元素 A 和 B，最常见的合成操作就是把 A 作为前景、B 作为背景，我们称这种操作（运算）为 over，记作 {\displaystyle A\operatorname {over} B}。除此之外，波特和达夫还定义了其它几个运算符：in、out、atop、xor：
运算符 over 的效果与普通绘画效果一致（见画家算法），运算符 in 则等价于裁剪。
以运算符 over 为例，运算结果相当于对图像中的所有像素做以下公式：
{\displaystyle \alpha _{o}=\alpha _{a}+\alpha _{b}\left(1-\alpha _{a}\right)}
{\displaystyle C_{o}={\frac {C_{a}\alpha _{a}+C_{b}\alpha _{b}\left(1-\alpha _{a}\right)}{\alpha _{o}}}}
其中 {\displaystyle C_{o}} 是运算结果，{\displaystyle C_{a}} 是图像 A 中的像素，{\displaystyle C_{b}} 是图像 B 中的像素，而 {\displaystyle \alpha _{a}} 和 {\displaystyle \alpha _{b}} 则分别是图像 A、B 中对应像素的Alpha值。
如果假设颜色值都是预乘了Alpha值的（{\displaystyle c_{i}=\alpha _{i}C_{i}}），那么我们就可以将等式进行改写，结果图像中的颜色即：
{\displaystyle c_{o}=c_{a}+c_{b}\left(1-\alpha _{a}\right)}
结果中的Alpha值即：
{\displaystyle \alpha _{o}={\frac {c_{o}}{C_{o}}}=\alpha _{a}+\alpha _{b}\left(1-\alpha _{a}\right)}

## over 运算符的解析推导
通过研究正交覆盖，Porter 和 Buff 给出了 alpha 合成的几何解释。在 1981 年 Bruce A. Wallace 的论文里则给出了另一种基于的反射率/透过率的物理模型的另一种推导。
第三种推导方法通过使用两条简单的假设得到。为了简单起见，我们将 over 运算符简记成 {\displaystyle a\odot b}。
第一条假设是当背景是不透明（即 {\displaystyle \alpha _{b}=1}）时，over 运算符表示前景颜色与背景颜色的凸组合：
{\displaystyle C_{o}=\alpha _{a}C_{a}+(1-\alpha _{a})C_{b}}
第二条假设是这种运算应该满足结合律：
{\displaystyle (a\odot b)\odot c=a\odot (b\odot c)}
现在，可以假设 {\displaystyle a} 和 {\displaystyle b} 包含不透明度分量，而 {\displaystyle c} 不包含。考虑中间变量
{\displaystyle o=a\odot b}.
由于结合律成立，有
{\displaystyle o\odot c=a\odot (b\odot c)}
由于 {\displaystyle c} 是不透明的，因此 {\displaystyle b\odot c} 也是不透明的。由第二条假设，在上面的式子中，上式地每个 {\displaystyle \odot } 运算都可以用凸组合表达：
{\displaystyle {\begin{aligned}\alpha _{o}C_{o}+(1-\alpha _{o})C_{c}&=\alpha _{a}C_{a}+(1-\alpha _{a})(\alpha _{b}C_{b}+(1-\alpha _{b})C_{c})\\&=[\alpha _{a}C_{a}+(1-\alpha _{a})\alpha _{b}C_{b}]+(1-\alpha _{a})(1-\alpha _{b})C_{c}\end{aligned}}}
这个式子的两边都满足 {\displaystyle X_{0}+Y_{0}C_{c}=X_{1}+Y_{1}C_{c}} 的形式，令 {\displaystyle X_{0}=X_{1}} 且 {\displaystyle Y_{0}=Y_{1}}，可以得到：
{\displaystyle {\begin{aligned}\alpha _{o}&=1-(1-\alpha _{a})(1-\alpha _{b}),\\C_{o}&={\frac {\alpha _{a}C_{a}+(1-\alpha _{a})\alpha _{b}C_{b}}{\alpha _{o}}},\end{aligned}}}
至此，我们推导出了 {\displaystyle o=a\odot b} 的颜色和其 alpha 分量的解析式。
注意到 {\displaystyle (1-\alpha _{a})\alpha _{b}=\alpha _{o}-\alpha _{a}}，这样，上式可以紧凑地表示成
{\displaystyle C_{o}={\frac {\alpha _{a}}{\alpha _{o}}}C_{a}+\left(1-{\frac {\alpha _{a}}{\alpha _{o}}}\right)C_{b}}
{\displaystyle \odot } 运算符满足非交换幺半群的定义。这个群的单位元 {\displaystyle e} 是所有满足 {\displaystyle \alpha =0} 的二元组 {\displaystyle \langle C,\alpha \rangle }，这可以通过式子 {\displaystyle e\odot a=a\odot e=a} 得到。

## Alpha混合
Alpha混合（英語：alpha blending）是将半透明的前景色与背景色结合的过程，可以得到混合后的新颜色。前景色的透明度不限，从完全透明到完全不透明都可以。如果前景色完全透明，混合后的颜色就是背景色；如果前景色完全不透明，混合后的颜色就是前景色；如果在这两种极端情况之间，混合后的颜色可以通过前景色和背景色的加权平均计算。
Alpha合成后的颜色可以这样计算：
{\displaystyle {\begin{cases}\mathrm {out} _{A}=\mathrm {src} _{A}+\mathrm {dst} _{A}(1-\mathrm {src} _{A})\\\mathrm {out} _{RGB}={\bigl (}\mathrm {src} _{RGB}\mathrm {src} _{A}+\mathrm {dst} _{RGB}\mathrm {dst} _{A}\left(1-\mathrm {src} _{A}\right){\bigr )}\div \mathrm {out} _{A}\\\mathrm {out} _{A}=0\Rightarrow \mathrm {out} _{RGB}=0\end{cases}}}
如果背景色不透明，即 {\displaystyle dst_{A}=1}，代入上述方程后可以得到：
{\displaystyle {\begin{cases}\mathrm {out} _{A}=1\\\mathrm {out} _{RGB}=\mathrm {src} _{RGB}\mathrm {src} _{A}+\mathrm {dst} _{RGB}(1-\mathrm {src} _{A})\end{cases}}}
如果使用了预乘Alpha，最初的方程组可以简化为：
{\displaystyle {\begin{cases}\mathrm {out} _{A}=\mathrm {src} _{A}+\mathrm {dst} _{A}(1-\mathrm {src} _{A})\\\mathrm {out} _{RGB}=\mathrm {src} _{RGB}+\mathrm {dst} _{RGB}\left(1-\mathrm {src} _{A}\right)\end{cases}}}

## 伽玛校正

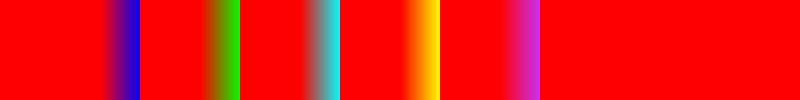
不考虑伽玛校正，直接做 Alpha 混合的效果。

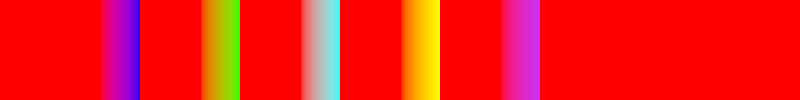
考虑伽玛校正，做 Alpha 混合的效果。

计算机图像一般不直接存储光照亮度对应的 RGB 值，而是需要先对这些值做伽玛校正。
伽玛校正的大致过程如下：
- 设 {\displaystyle displayed_{RGB}} 为屏幕上显示的 RGB 亮度（标准化后的亮度值，在 0 和 1 之间）
- 设 {\displaystyle stored_{RGB}} 为计算机内存中所存储的 RGB 亮度（也是标准化后的亮度值）
- 设 {\displaystyle \gamma } 为用于「解码」{\displaystyle stored_{RGB}} 图像的伽玛值 2.2（2.2 为 {\displaystyle \gamma } 的典型取值）

则它们三者之间的关系为
{\displaystyle displayed_{RGB}={stored_{RGB}}^{\gamma }}
因此，在处理计算机图像的 RGB 值时（尤其是做 Alpha 混合时），可以在处理前先将伽玛校正消除，完成处理后再重新做伽玛校正，这样做的效果比直接处理伽玛校正后的 RGB 值要好。
例如有一张图片 {\displaystyle overlay_{rgb}}，它对应的 Alpha 通道为 {\displaystyle overlay_{\alpha }}，现在要把它叠加到背景图 {\displaystyle background_{rgb}} 上，那么最终的图像 {\displaystyle out_{rgb}} 可以这样计算：
{\displaystyle out_{rgb}=({overlay_{rgb}}^{\gamma }\times overlay_{\alpha }+{background_{rgb}}^{\gamma }\times (1-overlay_{\alpha }))^{1/\gamma }}
此处的 {\displaystyle out_{rgb}} 是计算机内存中所存储的数据；在计算机显示器上会以 {\displaystyle out_{rgb}^{\gamma }} 的数据显示。